# Andrássyho nóta

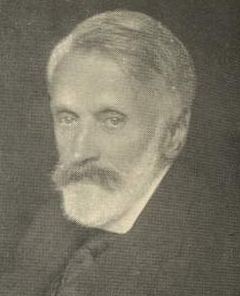
Autor nóty Gyula Andrássy

Andrássyho nóta je odpověď ministra zahraničí Rakouska-Uherska hraběte Gyuly Andrássyho na 14 bodů prezidenta USA Woodrowa Wilsona, v nichž byly vyjádřeny podmínky nutné k uzavření mírové dohody. V Andrássyho nótě, odeslané 27. října 1918 rakousko-uherskému vyslanci ve Stockholmu, Rakousko-Uhersko tyto podmínky, včetně sebeurčení dřívějších částí Rakouska-Uherska, přijalo. Zveřejnění Andrássyho nóty o den později 28. října 1918 v pražské redakci Národní politiky vedlo k pozdvižení lidu a vyhlášení nezávislosti Československa.

## Znění nóty
| „                | Odpovídajíc na notu pana prezidenta Wilsona z 18. t. m., zaslanou vládě rakousko-uherské, a ve smyslu rozhodnutí pána prezidenta, pojednati odděleně s Rakousko-Uherskem o otázce příměří a míru, klade si rakousko-uherská vláda za čest prohlásiti, že stejně jako s dřívějšími projevy pana prezidenta, souhlasí také s jeho názorem, obsaženým v poslední notě o právech národů rakousko-uherských, zejména o právech Čechoslováků a Jihoslovanů. Poněvadž tedy Rakousko-Uhersko přijalo veškeré podmínky, na kterých učinil pan prezident závislým vstup do vyjednávání o příměří a míru, nepřekáží po názoru rakousko-uherské vlády již nic zahájení tohoto jednání. Rakousko-uherská vláda prohlašuje tudíž ochotu, aniž vyčkala výsledku jiného vyjednávání, vejíti v jednání mezi Rakousko-Uherskem a odpůrčími státy o neprodlené příměří na všech frontách rakousko-uherských, a žádá pana prezidenta Wilsona, aby ráčil učiniti příslušné přípravy. | “ |
| — Gyula Andrássy | |   |